# 中村獅童 (第二代)
第二代中村獅童（日语：／ Nidaime Nakamura Shidō，1972年9月14日—），日本男演員，本名小川幹弘，出生於東京都，日本大学艺术学部肄業。擁有歌舞伎名門「萬屋一門」身分，1978年即登上舞台，是初代中村獅童之子、已故演員萬屋錦之介外甥。

## 個人生活
因拍攝《現在，很想見你》和演員竹內結子交往，2005年兩人奉子結婚，2008年離婚。離婚後，和竹內結子生的兒子由竹內結子養育。2015年1月31日，與前模特兒足立沙織結婚。
2017年5月在定期身體檢查中發現患上早期肺腺癌。為了專心住院治療，他將暫停演出“六月博多座大歌舞伎”和“歌舞伎座七月大歌舞伎”。

## 电影
- 2002年：《乒乓》─ 飾演 風間龍一
- 2004年：《現在，很想見你》─ 飾演 秋穗巧
- 2005年：《男人們的大和》─ 飾演 內田守(內田二等兵曹)
- 2005年：《狗狗心事》─ 飾演 山田賢太郎
- 2006年：《霍元甲》─ 飾演 田中安野
- 2006年：《來自硫磺島的信》─ 飾演 大日本帝國海軍伊藤大尉
- 2007年：《茶茶 天涯的貴妃》─ 飾演 德川家康
- 2007年：《咯咯咯鬼太郎》─ 飾演 天狗法官
- 2008年：《赤壁》─ 飾演 甘興（以甘寧為人物原型改編，甘寧字興霸）
- 2011年：《忍者亂太郎》─ 飾演 亂太郎父親 豬名寺平之介
- 2013年：《Gatchaman科學小飛俠真人版（ガッチャマン）》- 飾演 魔王
- 2014年：《銀之匙》─ 飾演 中島老師
- 2020年：《訊號100（日语：シグナル100）》─ 飾演 下部
- 2021年：《魔仿犯》─ 飾演 真壁孝太
- 2023年：《怪物的伐木工》─ 飾演 剣持武士、《电影 王样战队帝王者 冒险王国》 ─ 飾演 莱尼奥尔
- 2023年：《首（日语：首 (北野武)）》─ 飾演 難波茂助

## 電視劇
- 1989年： 《春日局》─ 飾演 稻葉正定
- 1997年：《毛利元就》─ 飾演 尼子義久
- 2002年：《木更津貓眼》─ 飾演 犬島
- 2003年：《武藏MUSASHI》─ 飾演 德川秀忠
- 2004年：《新選組！》─ 飾演 瀧本捨助
- 2007年：《李香蘭》─ 飾演 甘粕正彥
- 2007年：《向牛許願》─ 飾演 加藤明
- 2009年：《烏龍派出所真人版》─ 飾演 村瀨賢治
- 2009年：《Untouchable》─ 飾演 楠田信
- 2013年：《八重之櫻》─ 飾演 佐川官兵衛
- 2013年：《古書堂事件手帖》─ 飾演 坂口昌志
- 2019年：《韋駄天～東京奧運故事～》─ 飾演 金栗實次
- 2020年：《華麗追隨》─ 飾演 阿勇
- 2022年：《鎌倉殿的13人》─ 飾演 梶原景時
- 2023年：《國王戰隊帝王者》 ─ 飾演 高索斯·哈斯提（真人出演）、莱尼奥尔·哈斯提（声演）

## 配音

### 電影
- 2006年：《死亡筆記本》─ 配音 路克
- 2006年：《死亡筆記本：決勝時刻》─ 配音 路克
- 2008年：《L：最終的23日》─ 配音 路克
- 2013年：《終極唬神：愛的大復仇》─ 配音 蘇迪普
- 2014年：《蜘蛛人驚奇再起2：電光之戰》─ 配音 麥克斯·狄倫 / 電光人
- 2017年：《死亡筆記本》─ 配音 路克
- 2018年：《猛毒》─ 配音 猛毒

### 動畫
- 2004年：《ONE PIECE 被詛咒的聖劍》─ 配音 薩卡
- 2005年：《翡翠森林狼與羊》─ 配音 卡滋
- 2008年：《神奇寶貝劇場版：騎拉帝納與冰空的花束 潔咪》─ 配音 傑洛
- 2010年：《小蜜蜂：勇氣的旋律（日语：昆虫物語 みつばちハッチ〜勇気のメロディ〜）》─ 配音 螳螂
- 2011年：《鬼神傳（日语：鬼神伝#映画）》─ 配音 源雲
- 2013年：《獵人：最終任務》─ 配音 傑德

### 遊戲
- 2009年：《人中之龍3》─ 峯義孝
- 2014年：《人中之龍 維新》─ 土方歲三
- 2016年：《＃COMPASS - 戰鬥神意解析系統-（日语：＃コンパス）》─ 佐藤四郎兵衛忠信

## 外部連結
- 中村獅童的Instagram帳戶